# Верхняя Пышма (городской округ)
Городской округ Ве́рхняя Пышма́ — муниципальное образование в Свердловской области России, относится к Западному управленческому округу. Административный центр — город Верхняя Пышма.
С точки зрения административно-территориального устройства области, городской округ Верхняя Пышма вместе с муниципальным округом Среднеуральск находятся в границах административно-территориальной единицы города Верхней Пышмы, соответствующей категории города областного подчинения.

## География
Городской округ Верхняя Пышма образован на территории административно-территориальной единицы город Верхняя Пышма, за исключением города Среднеуральска и подчинённых ему населённых пунктов. Городской округ находится в южной части Свердловской области, на северо-востоке Западного управленческого округа. Площадь городского округа — 1052,36 км², что составляет 0,54 % общей площади области.
Административный центр — город Верхняя Пышма — находится в пригородной зоне города Екатеринбурга, примыкая к нему с севера. Городской округ является частью Екатеринбургской агломерации, пятой по численности населения в России.
Остальные населённые пункты городского округа сельского типа. Они расположены преимущественно к северу от города и лежат на старом Верхотурском тракте либо вблизи него. Посёлки Сагра, Исеть и Гать расположены в западной части муниципального образования, на Свердловской железной дороге. В посёлках расположены остановочный пункт Сагра, станция Исеть и остановочный пункт Гать соответственно.
По территории городского округа с юга и юго-востока на запад пролегает Серовский тракт — автодорога, связывающая Екатеринбург и меридионально расположенные к северу вдоль Уральских гор города и посёлки. Также по территории городского округа с севера на юг пролегает старый Верхотурский тракт, вдоль которого расположены несколько сельских населённых пунктов округа. Он соединяет Верхнюю Пышму с Невьянском.
Городской округ расположен несколько восточнее Уральского хребта, в Северной Азии. Здесь протекает несколько рек Обского бассейна: Пышма, Адуй, Ельничный Исток, Шитовский Исток, Ваштымский Исток, Балтым и др. Также на территории находится ряд озёр: Исетское (западная часть), Балтым, Шитовское, Вашты, Ельничное, Большое Карасье и Малое Карасье, Ключи. Берега озёр заболочены. Водоёмы также могут быть связаны реками или протоками.
Городской округ Верхняя Пышма в юго-западной части огибает с трёх сторон (с севера, востока и запада) муниципальный округ Среднеуральск, а также граничит:
- на западе и севере — с Невьянским муниципальным округом,
- на северо-востоке — с Режевским муниципальным округом,
- на востоке — с Берёзовским муниципальным округом,
- на юге — с муниципальным образованием «город Екатеринбург»,
- на юго-западе — с муниципальным округом Первоуральск.

## История
К 1996 году на территории Верхней Пышмы как административно-территориальной единицы было создано муниципальное образование город Верхняя Пышма. 10 ноября 1996 года муниципальное образование было включено в областной реестр.
С 31 декабря 2004 года муниципальное образование было наделено статусом городского округа, причём рабочие посёлки в подчинении Верхней Пышмы были преобразованы в сельские населённые пункты.
С 1 января 2006 года было утверждено современное наименование — городской округ Верхняя Пышма.

## Население
| 2002    | 2009    | 2010    | 2011    | 2012    | 2013    | 2014    |
| ------- | ------- | ------- | ------- | ------- | ------- | ------- |
| 89 218  | ↗91 443 | ↘72 509 | ↗72 714 | ↗73 854 | ↗76 104 | ↗77 964 |
| 2015    | 2016    | 2017    | 2018    | 2019    | 2020    | 2021    |
| ↗79 537 | ↗81 530 | ↗83 017 | ↗84 103 | ↗85 200 | ↗86 652 | ↘85 887 |
| 2023    |         |         |         |         |         |         |
| ↗88 206 |         |         |         |         |         |         |

## Состав городского округа
В состав городского округа Верхняя Пышма входят 24 населённых пункта.
| №  | Населённый пункт | Тип населённого пункта        | Население |
| -- | ---------------- | ----------------------------- | --------- |
| 1  | Балтым           | село                          | ↗3393     |
| 2  | Вашты            | посёлок                       | →0        |
| 3  | Верхняя Пышма    | город, административный центр | ↗73 727   |
| 4  | Верхотурка       | деревня                       | ↗24       |
| 5  | Гать             | посёлок                       | ↘51       |
| 6  | Залесье          | посёлок                       | ↗187      |
| 7  | Зелёный Бор      | посёлок                       | ↗264      |
| 8  | Исеть            | посёлок                       | ↘3087     |
| 9  | Каменные Ключи   | посёлок                       | ↗13       |
| 10 | Кедровое         | посёлок                       | ↗2347     |
| 11 | Красный          | посёлок                       | ↗1720     |
| 12 | Красный Адуй     | посёлок                       | ↗108      |
| 13 | Крутой           | посёлок                       | ↗52       |
| 14 | Мостовка         | деревня                       | 9         |
| 15 | Мостовское       | село                          | ↗364      |
| 16 | Нагорный         | посёлок                       | ↗78       |
| 17 | Ольховка         | посёлок                       | ↗227      |
| 18 | Первомайский     | посёлок                       | ↘68       |
| 19 | Половинный       | посёлок                       | ↗147      |
| 20 | Ромашка          | посёлок                       | ↘38       |
| 21 | Сагра            | посёлок                       | ↗267      |
| 22 | Санаторный       | посёлок                       | ↗384      |
| 23 | Соколовка        | посёлок                       | ↗229      |
| 24 | Шахты            | посёлок                       | →1        |

В декабре 2020 года был упразднён посёлок Глубокий Лог путём присоединения к посёлку Красному.

## Достопримечательности
На территории городского округа Верхняя Пышма найдены археологические памятники культуры людей эпохи неолита (III тыс. до н. э.) — рисунки, сделанные на скалах (писаницы). На мысе Еловом у озера Мелкого в композиции писаниц изображены сидящие на воде утки, ромбические знаки. В окрестностях озёр Шитовского, Балтым, Вашты, Исетское расположено множество стоянок и городищ древних людей.
В конце XX века на территории района обнаружены древние каменные сооружения, так называемые уральские дольмены. Они во многом напоминают археологические памятники Кавказа, но меньше их и построены не из песчаника, а из гранита.

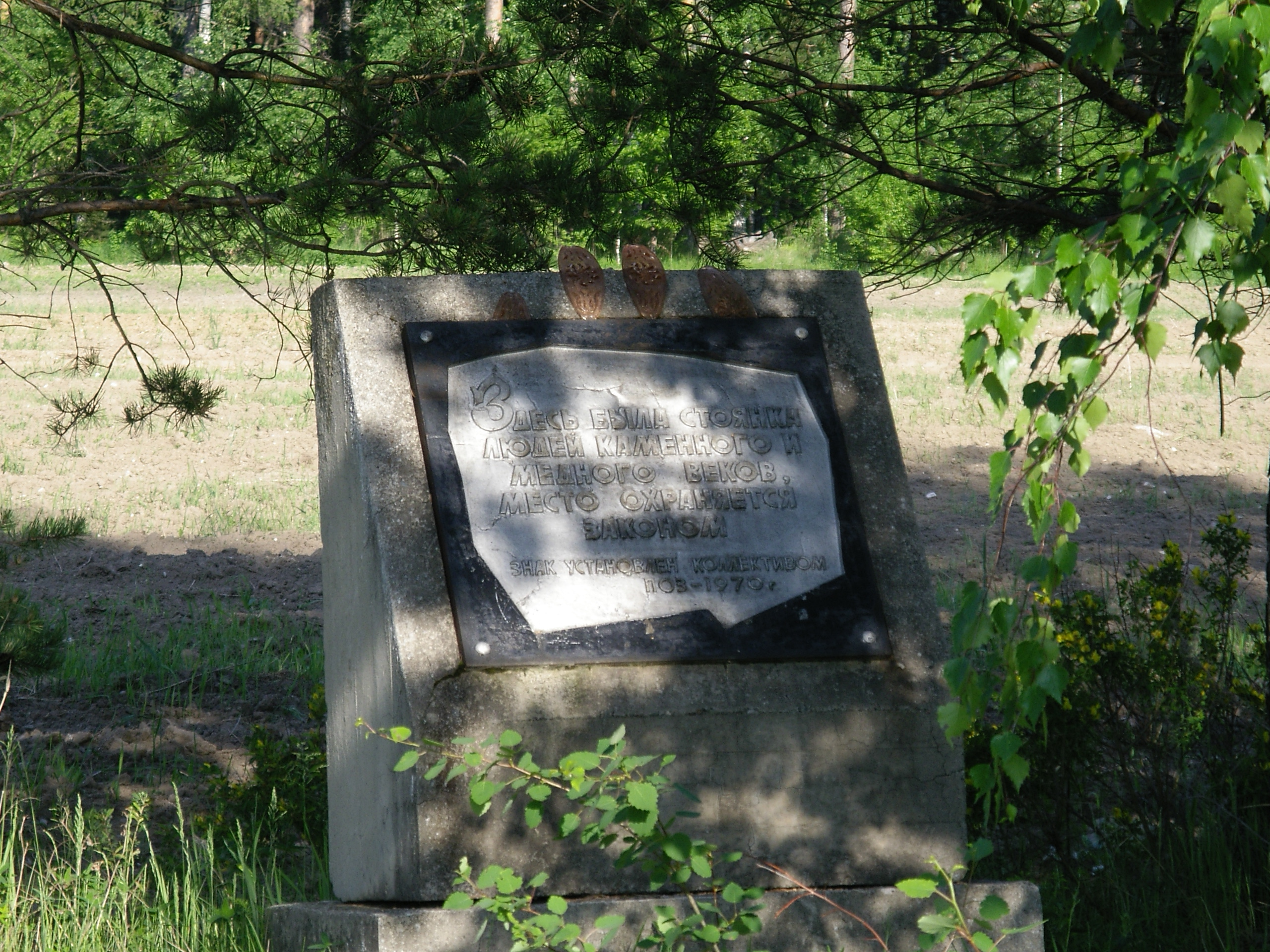
Памятник в окрестностях озера Вашты

В городском округе расположены геоморфологический и ботанический памятник «Скалы Петра Гронского», природный памятник озеро Балтым, ботанический памятник природы где произрастают хвойные леса с примесью сибирского кедра в окрестностях Исетского озера, ландшафтный памятник болото Шитовской Исток. Кроме памятников природы на территории расположены два ландшафтных заказника. Это болото Шитовское и Исетское озеро. До 2035 планируется создание природного парка «Истоки Исети».